# ترک‌های فرانسه
ترک‌های فرانسه یا فرانسوی‌های ترک (فرانسوی: Turcs de France‎; ترکی استانبولی: Fransa'daki Türkler) شاخه‌ای از ترک‌های استانبولی که به فرانسه مهاجرت کرده‌اند. همچنین ترک‌های فرانسه به کسانی گفته می‌شود که از والدینی ترک به صورت یک رگه یا دورگه در فرانسه زاده شده‌باشند. فرانسه، پس از آلمان مقصد دوم ترک در مهاجرت به قاره اروپا می‌باشد. براساس داده‌های مؤسسه ملی آمار و مطالعات اقتصادی مهاجران و فرزندان آنان (۲ نسل بعد) کشور فرانسه در سال ۲۰۰۸، ۴۵۹٬۰۰۰ نفر خود را ترک اعلام کرده‌بودند.

## پیشینه
برای نخستین بار، در قرن ۱۶اُم و ۱۷اُم در دوران امپراطوری عثمانی، بردگان و بازرگانانی به فرانسه مهاجرت کردند. مورخی به نام باغدیانتز مک‌کوب مارسی را به عنوان شهری ترک در طول زمان شرح داده‌است. اما در دوران معاصر، فرانسه یک توافق‌نامه دو جانبه استخدام نیروی کار با ترکیه را در ۸ ماه مه سال ۱۹۶۵ به امضا رسانید. زیرا تعداد کارگران ارسالی از کشورهای دیگری نظیر ایتالیا، اسپانیا و پرتغال کافی نبودند. استخدام کارگران از ترکیه، تا ۳ ژوئیه سال ۱۹۷۴ ادامه داشت، که بعد از آن دولت فرانسه تصمیم به توقف گرفتن نیروی کار از ترکیه کرد. تا سال ۱۹۷۵، ۵۵۷۱۰ تن کارگر ترکیه‌ای در فرانسه زندگی می‌کردند. و در سال ۱۹۹۰ تقریباً به ۱۹۸٬۰۰۰ نفر، یعنی جمیعت ترک‌ها چهار برابر شده‌بود. اکثریت مهاجران ترکیه، از مناطق روستایی ترکیه به خصوص ناحیه آناتولی مرکزی به فرانسه کوچیده‌بودند.

## جمعیت‌شناسی
اکثریت ترک‌ها در شرق فرانسه متمرکز هستند. و در ناحیه‌های ایل-دو-فرانس (مخصوصا پاریس)، نور-پا-دو-کاله (مخصوصا کاله، روبه و لیل) رون-آلپ (مخصوصا لیون)، آلزانس (مخصوصا استراسبورگ، لورن) سکونت دارند. همچنین جامعه‌ای بزرگ از ترک‌ها در مارسی زندگی می‌کنند.
با توجه به سرشماری فرانسه، در سال ۱۹۶۸، ۸٬۰۰۰ ترک در فرانسه زندگی می‌کرده‌است، این آمار به ۵۱٬۰۰۰ نفر در سال ۱۹۷۵، ۱۲۳٬۰۰۰ نفر در سال ۱۹۸۲، ۱۹۸٬۰۰۰ نفر در سال ۱۹۹۰، و ۲۰۸٬۰۰۰ نفر در سال ۱۹۹۹ افزایش یافته‌است. با این حال، سرشماری فرانسه تنها اطلاعات را بر اساس کشور محل تولد جمع‌آوری کرده‌بود؛ بنابراین کسانی که فرزند خود را در فرانسه به دنیا آروده‌بودند، در این سرشماری ثبت نمی‌شد. اگر داندگان تابعیت و مهاجران غیرقانونی نیز در نظر گرفته می‌شد، جمعیت ترک‌ها به مراتب بیشتر نیز خواهد بود.
اوایل دهه ۲۰۰۰ میلادی، برآرودهای دانشگاهی جمعیت ترک‌ها را در فرانسه را بین ۴۵۰٬۰۰۰–۵۰۰٬۰۰۰ تخمین زده‌بود. جریان مهاجرت از ترکیه به فرانسه به مراتب سریع‌تر از مراکش و الجزایری‌ست که جزء کشورهایی هستند که به فرانسه مهاجرت می‌کنند. بنابراین، برآوردهای اخیر ترک را در بین ۵۰۰٬۰۰۰ تا ۶۰۰٬۰۰۰ نفر تخمین می‌زند. اتحادیه ترک-اسلامی فرانسه جمعیت نوادگان و نسل ترک‌ها را بیش از یک میلیون نفر در فرانسه قلمداد می‌کند. در سال ۲۰۱۲ در مقاله‌ای از هفته نامه ارمنی نیز آورده شده‌بود که حدود یک میلیون نفر از مردم فرانسه از منشأ ترک هستند. با توجه به مطالعه اخیر در اکتبر ۲۰۱۲ توسط مؤسسه ملی آمار و مطالعات اقتصادی مهاجران و فرزندان آنان (۲ نسل بعد) کشور فرانسه در سال ۲۰۰۸، ۴۵۹٬۰۰۰ نفر خود را ترک اعلام کرده‌بودند.
اگرچه نرخ زاد و ولد در میان ترک‌هایی که در فرانسه زندگی می‌کنند در طول سال کاهش یافته‌است اما آنان آمار قابل ملاحظه و بالاتری از جمعیت فرانسه را دارند. در سال ۱۹۸۲، متوسط تعداد کودکان برای ترک‌ها ۵٫۲ در مقایسه با ۱٫۸ برای مردم فرانسه بود. در سال ۱۹۹۰، متوسط تعداد تولد برای ترک‌ها ۳٫۷ نسبت به ۱٫۷ جمعیت فرانسوی بوده‌است.

## فرهنگ و زبان
جامعه ترک‌های فرانسه بر هویت قومی-مذهبی خود پایبند هستند و اصولاً ازدواج‌ها را به صورت درون جامعهٔ خود انجام می‌دهند، بر آموزش زبان ترکی تأکید ویژه‌ای مخصوصاً از دوران کودکی دارند،  پیوندی محکم میان زبان و مذهب‌شان موجود است که در مساجد مرتبط با خودشان از زبان ترکی به جای عربی و فرانسوی بهره می‌گیرند. طبق تحقیقی ۷۷٪ ترک‌ها در داخل خانواده از زبان ترکی استفاده می‌کردند ولی ۶۸٪ کودکان ترک با افراد دیگر به زبان فرانسوی صحبت می‌کردند. اصولاً کودکان با همسالان خود فرانسوی صحبت می‌کنند. ولی خانواده ها، زبان ترکی را به فرزندانشان از کودکی آموزش می‌دهند. شبکه‌های اجتماعی، سفر به ترکیه، دسترسی آسان به رسانه‌های ترکیه باعث حفظ و کمک به یادگیری زبان ترکی برای جامعهٔ ترک‌های فرانسه می‌شود. ترک‌ها در مقایسه با سایر مسلمانان مهاجر به فرانسه، کمتر تمایل به استفاده از زبان فرانسوی دارند و دارای یک ارتباط قوی فرهنگی با ترکیه هستند و معمولاً خطبه‌های نمازجمعه را نیز به جای عربی و فرانسوی از زبان ترکی بهره می‌گیرند.

## دین
اکثریت ترک‌ها به دین اسلام پایبند هستند، تمرکز بر ایجاد مدارس و مساجدشان نیز شدیداً به ترکیه وابسته است. بیش از ۷۰ مسجد در فرانسه متعلق به جامعهٔ ترک‌ها فعال می‌باشد.

## نگارخانه

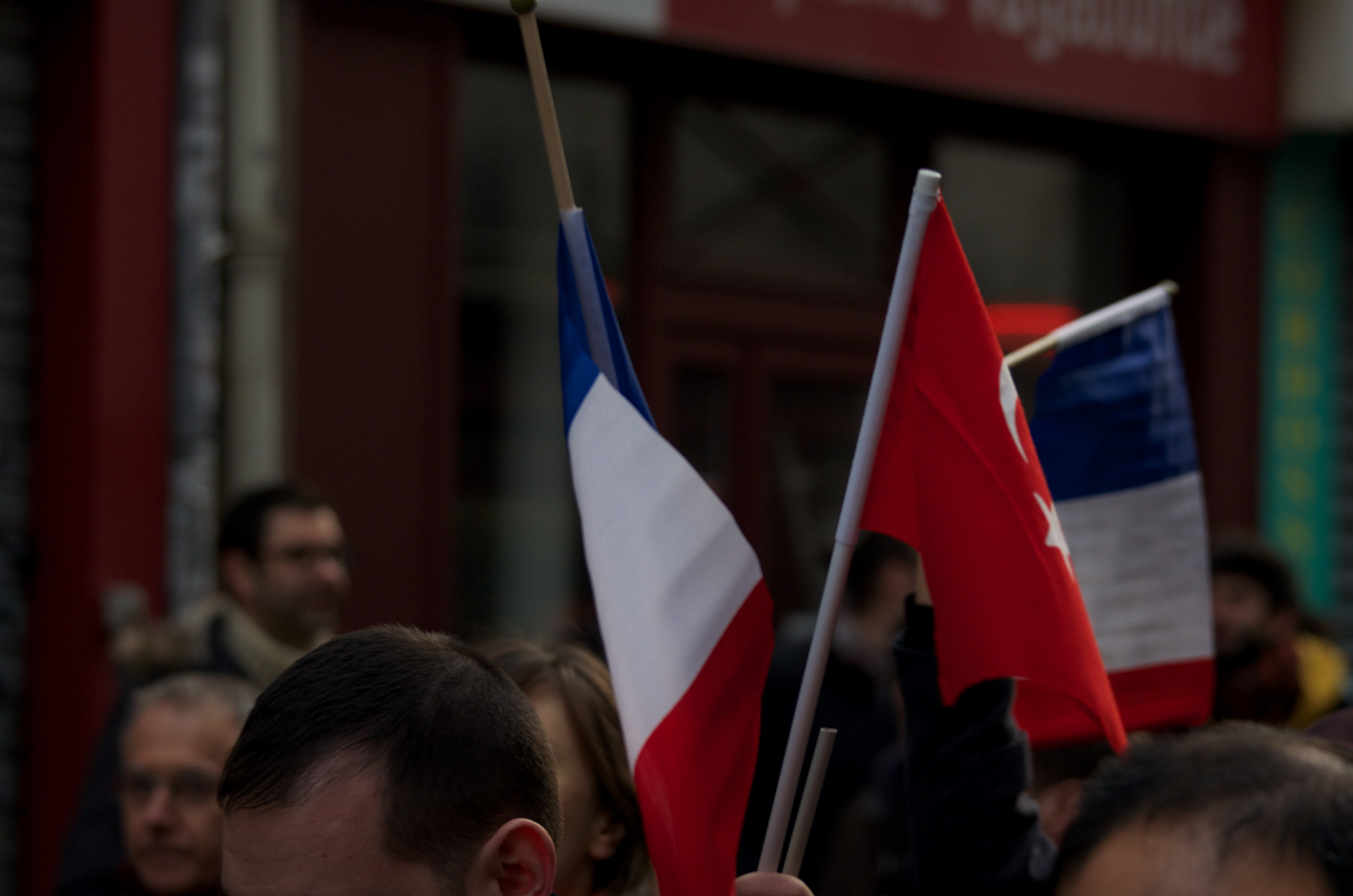
پرچم فرانسه و ترکیه در راهپیمایی در پاریس در ژانویه ۲۰۱۵
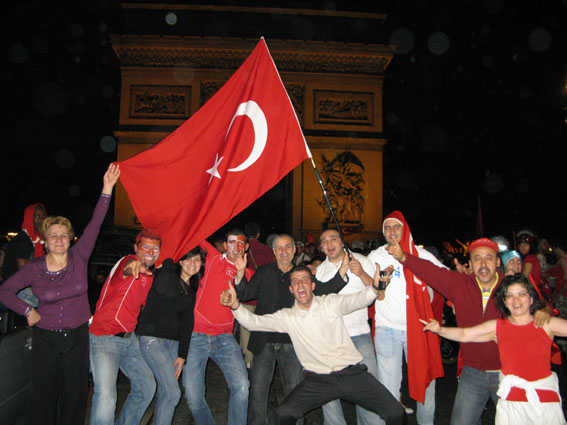
طرفداران تیم ملی فوتبال ترکیه
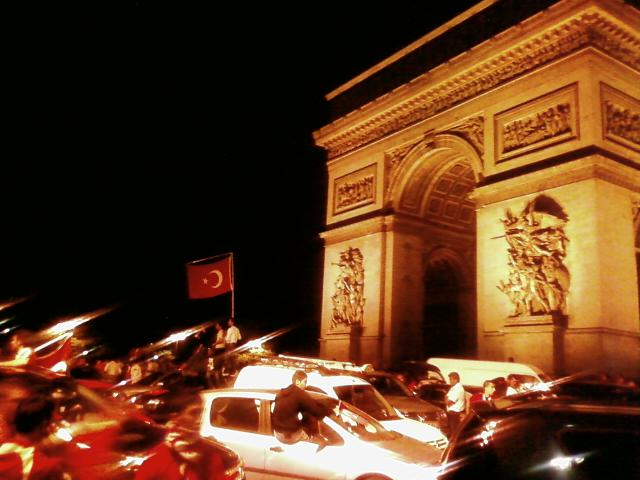
طرفداران تیم ملی فوتبال ترکیه
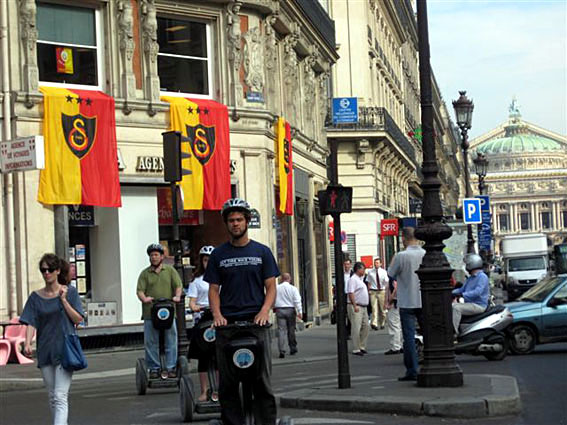
پرچم هواداران باشگاه فوتبال گالاتاسرای در پاریس
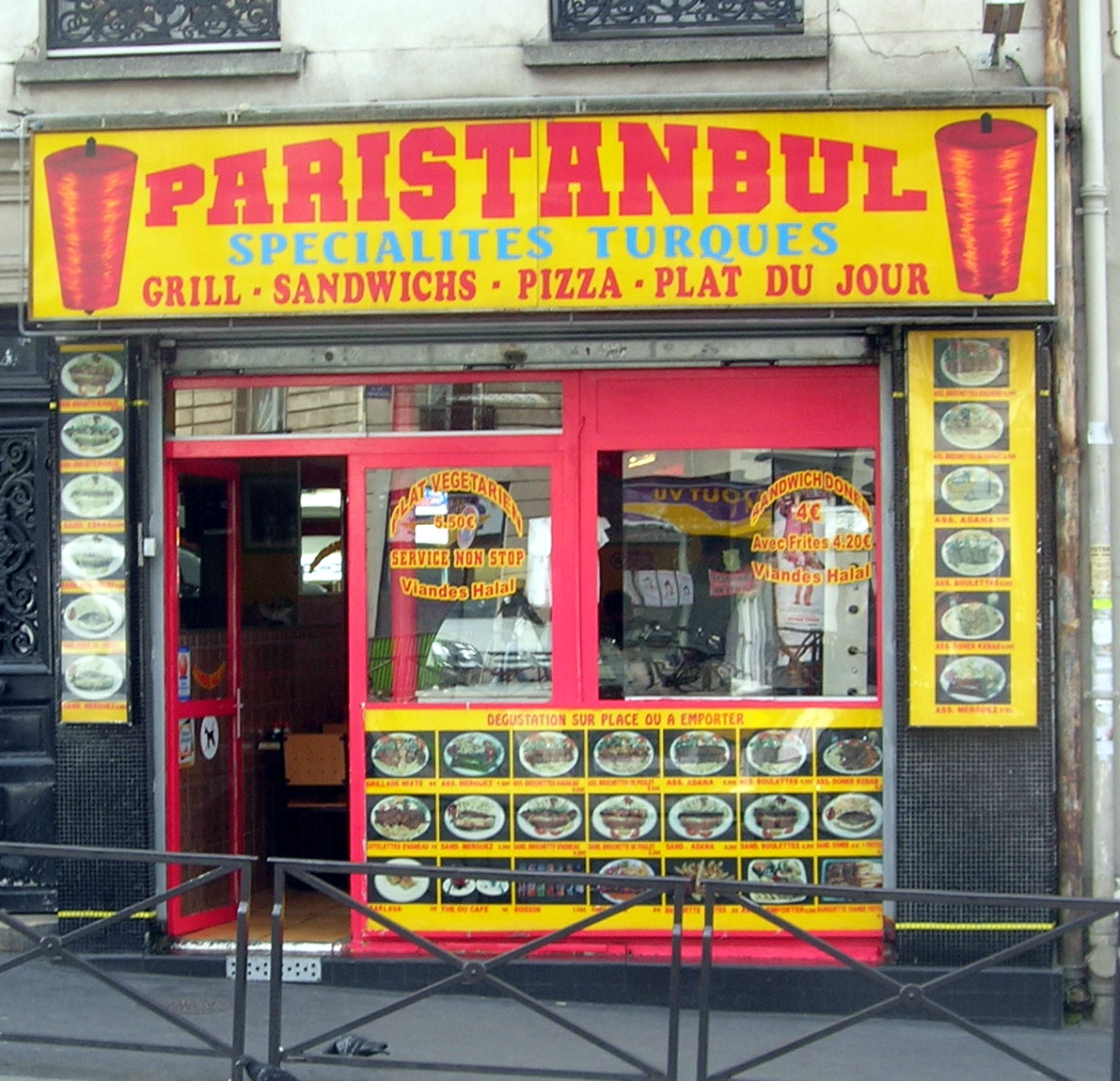
مغازه فست‌فود یک ترک در پاریس
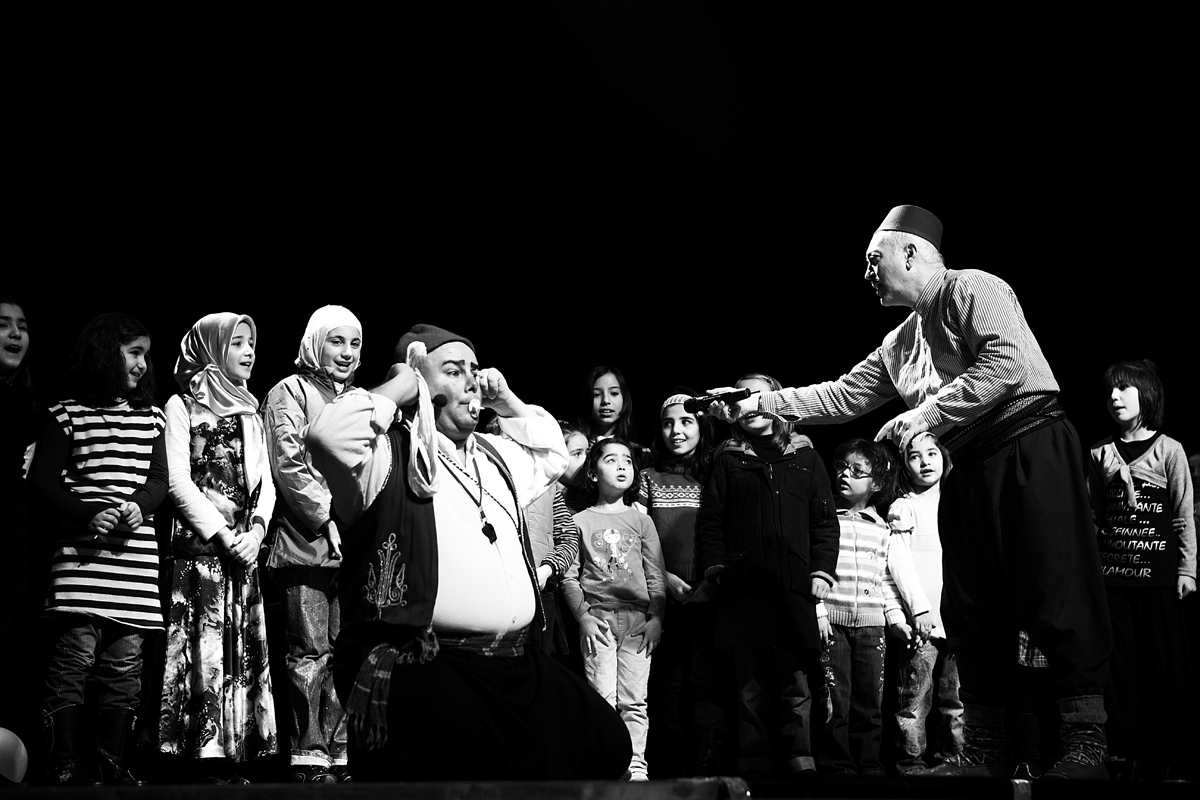
جشنواره کودکان ترک در سال ۲۰۰۵
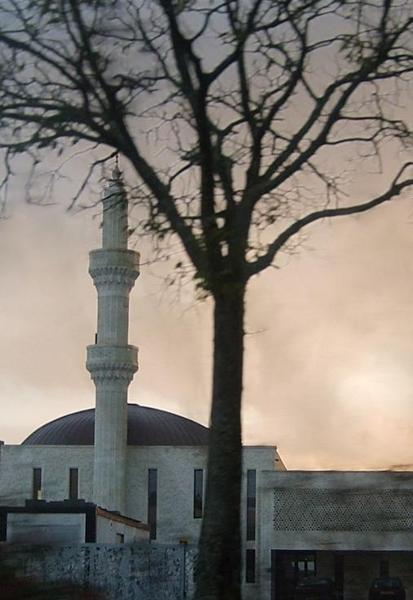
مسجدی متعلق به ترک‌ها

## واژه‌نامه
1. ↑  Baghdiantz McCabe

## برای مطالعهٔ بیشتر
- Böcker, A. (۱۹۹۶), “Refugee and Asylum-Seeking Migration from Turkey to Europe” Boðaziçi Journal Vol. 10, Nos. ۱–۲.
- Cahiers d'Etudes sur la Mediterranée orientale et le Monde Turco-iranien (1992), special issue on Turkish immigration in Germany and France, Paris: Centre d'Etude des Relations internationales, n°۱۳.
- Cahiers d'Etudes sur la Mediterranée orientale et le Monde Turco-iranien (1996), special issue on Turkish migrant women in Europe, Paris: Centre d'Etude des Relations internationales, n°۲۱.
- Les Annales de l'Autre Islam (1995), special issue on Turkish diaspora in the World, Paris: Institut national des Langues et des Civilisations orientales, n°۳.